# Euphorbia muricata
Euphorbia muricata är en törelväxtart som beskrevs av Carl Peter Thunberg. Euphorbia muricata ingår i släktet törlar, och familjen törelväxter. Inga underarter finns listade i Catalogue of Life.